# Plattsburgh (város, New York)
Plattsburgh település az Amerikai Egyesült Államok New York államában, Clinton megyében, melynek megyeszékhelye is, melynek megyeszékhelye is. Lakosainak száma 19 841 fő (2020. április 1.).

## Népesség
A település népességének változása:

| 2010 | 19 989 |
| 2020 | 19 841 |